# Malagiella goodmani
Malagiella goodmani is een spinnensoort in de familie van de dwergcelspinnen. De spin behoort tot het geslacht Malagiella. De wetenschappelijke naam van de soort werd voor het eerst geldig gepubliceerd in 2011 door Ubick & Griswold.
De soort is endemisch in Madagaskar. De soort komt voor in de regio Anosy en leeft op een hoogte van 440 tot 1500 meter. Vrouwtjes hebben een lengte van 1,40 tot 1,48 millimeter.